# Licínio II

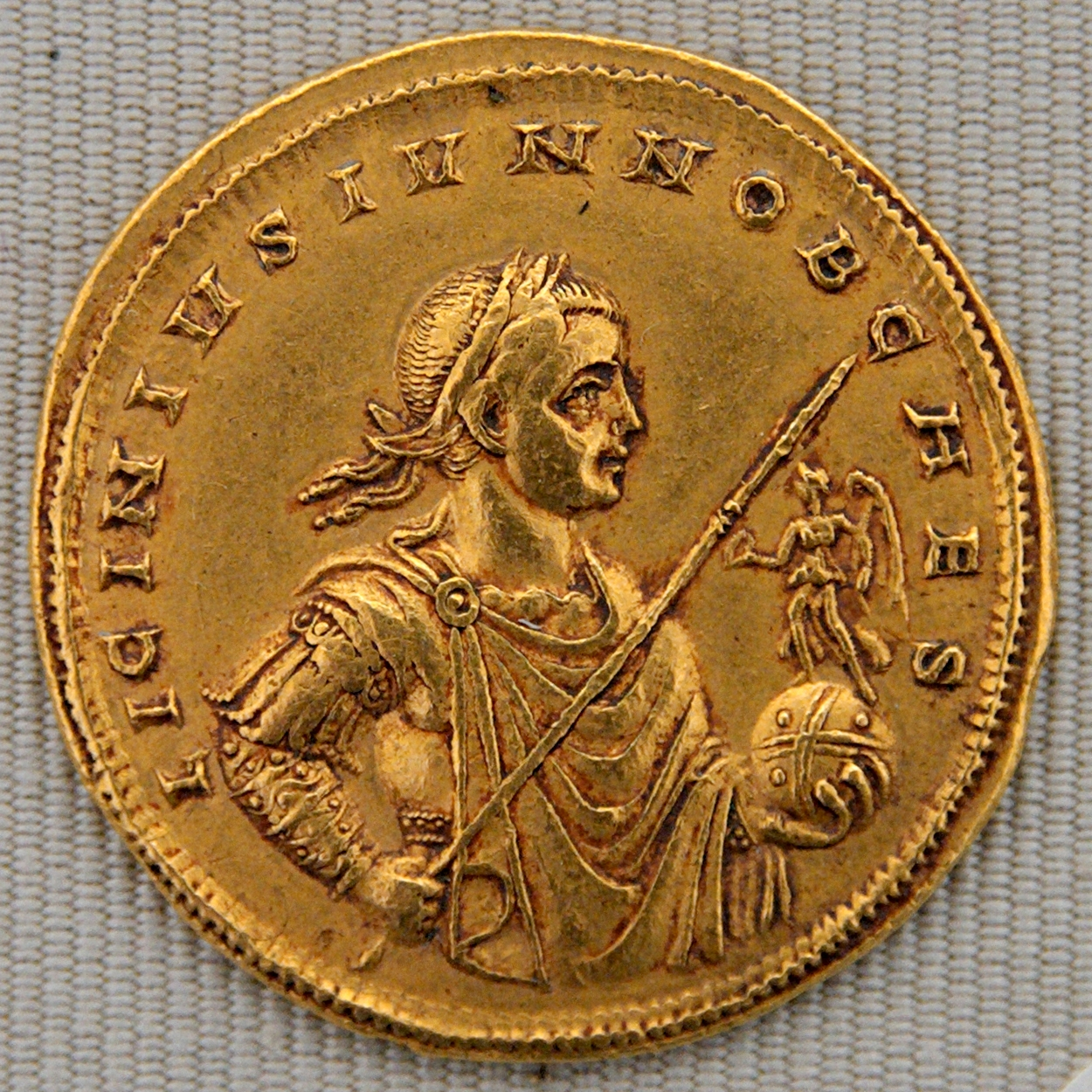
Soldo em ouro com a efígie do jovem Licínio II paramentado como imperador.

Licínio II ou Licínio, o Jovem (em latim: Valerius Licinianus Licinius; c. 315–326 (11 anos)), conhecido também como Licínio Júnior, era filho do imperador romano do Oriente Licínio que serviu nominalmente como césar no oriente entre 317 e 324 enquanto seu pai era o augusto. Sua mãe era a esposa de Licínio, Flávia Júlia Constância, que era meio-irmã de Constantino I, o augusto no Império Romano do Ocidente.
Depois de ser derrotado por Constantino na Batalha de Crisópolis, Licínio, o pai, foi poupado e mantido preso em Tessalônica. Porém, no mesmo ano Constantino parece ter mudado de ideia e mandou enforcar o adversário. O jovem Licínio, que era sobrinho dele, também foi vítima de suas suspeitas e foi assassinato, provavelmente na mesma época da execução de Crispo, o primogênito de Constantino, em 326.
Outros relatos afirma que Licínio foi forçado a servir como escravo nas tecelagens imperiais na África, como atesta um registro em 336. Porém, este mesmo registro deixa claro que o "filho de Licinianus" referido não era Licínio II, pois ordena que o tal Licínio fosse reduzido ao "status de escravo que nasceu". Nenhum filho de uma irmã de Constantino jamais seria referido desta forma.